# Secrets of the Muse
A Secrets of the Muse Jordan Rudess 1997-ben megjelent harmadik szólólemeze. A lemez különböző hangzású szintetizátorokkal előadott improvizációkat tartalmaz, melyek nagy részben visszafogott, lassabb, lágyabb hangulatú albumot eredményeznek. Rudess később több albumon is előszeretettel élt az improvizáció adta lehetőségekkel, így a 4NYC és a Christmas Sky című, 2002-ben megjelent albumokon is.

## Számlista
A dalokat Jordan Rudess írta.
1. Stillness – 3:09
2. Deepest Love – 4:20
3. Autumn Fire – 3:40
4. Gentle Ways – 3:45
5. Footpath – 3:43
6. Virgin Snow – 2:54
7. Darkness – 3:54
8. Drifting East – 4:08
9. A Call For Beauty – 3:31
10. Cradle Song – 4:04
11. New Life – 4:15
12. So It Is – 2:51
13. Sunset Swingset – 3:03

## Közreműködők
- Jordan Rudess – zongora, szintetizátor